# 東京日和 (大貫妙子のアルバム)
『東京日和』（とうきょうびより）は、1997年10月18日に公開された竹中直人監督の東宝映画『東京日和』のサウンドトラック。映画の公開に先行して1997年10月8日に発売された。音楽監督は大貫妙子が担当しており、本作の収録曲も1曲を除き大貫が作曲を手掛けている。この作品で第21回日本アカデミー賞最優秀音楽賞を受賞した。当映画の主題歌である「ひまわり」は、シングル化され同時発売された。

## 背景
大貫自身、かねてから映画音楽の仕事がしたいと希望し周囲の人間に話していたことが、もともと大貫のファンであった竹中の耳に入ったことから声が掛かり、楽曲制作を担当する運びとなった。制作に関しては、クランクインしてから音楽を作ったのでは編曲を手掛ける坂本龍一のスケジュールの都合がつかなくなってしまうため、先に台本を読んでから全ての音楽を書き上げた。出来上がった曲を竹中が試聴したところ早速OKが出たため、撮影前にレコーディングを行ったという。大貫はその時の状況を「私にとってラッキーだったのは、先に音楽ができていたので、実際に現場で音楽を流しながら撮影してもらうことができて、映画の尺にあわせてつくる必要がなくなった、ということです。賞までいただいてしまって（笑）。とても楽しかった仕事です」と振り返っている。
編曲のほとんどを長く大貫の作品に携わっている坂本とフェビアン・レザ・パネが担当しており、全編を通じピアノやアコースティック・ギターなどの生楽器を中心としたサウンドとなっている。
2016年3月にはリマスター盤SHM-CDが発売され、2020年12月2日にはLPレコードが限定盤として発売された。

## 収録曲
全作曲: 大貫妙子（特記以外）
1. 光と影　(4:26)
編曲: 坂本龍一
2. 雲の道　(2:30)
編曲: 小倉博和
3. 猫が来る　(2:02)
編曲: フェビアン・レザ・パネ
4. 波紋　(1:56)
編曲: フェビアン・レザ・パネ
5. 花水木　(4:51)
編曲: 坂本龍一
6. ピアニカ　(2:03)
編曲: フェビアン・レザ・パネ
7. トルコ行進曲　(3:21)
作曲: Wolfgang Amadeus Mozart
8. 追想　(4:14)
編曲: フェビアン・レザ・パネ
9. 砂と貝殻　(4:46)
編曲: 坂本龍一
10. 東京日和　(2:31)
編曲: フェビアン・レザ・パネ
11. 東京日和 (Orchestra Version)　(4:59)
編曲: 坂本龍一
12. ひまわり　(4:52)
作詞: 大貫妙子 / 編曲: 坂本龍一
  - 同時発売されたシングルの表題曲で当映画の主題歌。

## シングル

### 概要
表題曲「ひまわり」は、1997年10月に公開された映画『東京日和』の主題歌。幸福だった夏の日々を追想し、”心に触れるよりも近くであなたを見つめ続けていた” と歌われる曲。カップリングには、サウンドトラックから「東京日和」のオーケストラ・バージョンとピアノ・バージョンが収録されている。

## 収録曲
1. ひまわり
作詞・作曲: 大貫妙子 / 編曲: 坂本龍一
2. 東京日和 (Orchestra Version)
作曲: 大貫妙子 / 編曲: 坂本龍一
3. 東京日和 (Piano Version)
作曲: 大貫妙子 / 編曲: フェビアン・レザ・パネ

## 参加ミュージシャン
| 光と影 - Computer Programming & Piano: 坂本龍一 - Guitar & Percussion: Vinicius Cantuária - Additional Guitar: 小倉博和 - Vocal: 大貫妙子 雲の道 - Guitar: 小倉博和 猫が来る - Piano: フェビアン・レザ・パネ 波紋 - Piano: フェビアン・レザ・パネ 花水木 - Computer Programming & Piano: 坂本龍一 - Guitar & Percussion: Vinicius Cantuária - Additional Guitar: 小倉博和 ピアニカ - Pianica: フェビアン・レザ・パネ トルコ行進曲 - Piano: フェビアン・レザ・パネ | 追想 - Piano: フェビアン・レザ・パネ - Cello: 平田昌平 砂と貝殻 - Computer Programming & Piano: 坂本龍一 - Guitar & Percussion: Vinicius Cantuária - Additional Guitar: 小倉博和 東京日和 - Piano: フェビアン・レザ・パネ 東京日和 (Orchestra Version) - Conducted by 坂本龍一 - String section led by Charles Libove - Piano: 坂本龍一 ひまわり - Conducted by 坂本龍一 - Percussion: Vinicius Cantuária - Guitar: 小倉博和 - Lead & Background Vocal: 大貫妙子 |

## 発売履歴
| 発売日        | レーベル            | 規格       | 規格品番   | 備考                 |
| ------------- | ------------------- | ---------- | ---------- | -------------------- |
| 1997年10月8日 | EASTWORLD / 東芝EMI | CD         | TOCT-9957  |                      |
| 2016年3月30日 | UNIVERSAL MUSIC     | SHM-CD     | TOCT-95225 | リマスター盤         |
| 2016年3月30日 | UNIVERSAL MUSIC     | 音楽配信   |            |                      |
| 2020年12月2日 | UNIVERSAL MUSIC     | LPレコード | UPJY-9142  | 限定盤・初アナログ化 |

## 参考資料
- 大貫妙子『大貫妙子デビュー40周年アニバーサリーブック』河出書房新社、2014年6月20日。ISBN 978-4309274737。
- 映画「東京日和」 – 映画.com
- フジテレビムービー 東京日和 – Fuji Television Network